# Heteraneflus
Heteraneflus is een kevergeslacht uit de familie van de boktorren (Cerambycidae). De wetenschappelijke naam van het geslacht werd voor het eerst geldig gepubliceerd in 1963 door Chemsak & Linsley.

## Soorten
Heteraneflus is monotypisch en omvat slechts de volgende soort:
- Heteraneflus castaneus Chemsak & Linsley, 1963